# Ahn Cheol-soo
Ahn Cheol-soo (Miryang, 26 de febrero de 1962) es un político, médico y empresario surcoreano. Fue líder del Partido Popular entre 2020 y 2022, luego de su fusionarse con el Partido del Poder Popular.
Antes de iniciar su carrera política, fundó AhnLab Inc., una empresa de software antivirus, en 1995. Fue presidente de la junta y director de aprendizaje de AhnLab hasta septiembre de 2012, y sigue siendo el principal accionista de la empresa. También se desempeñó como decano de la Escuela de Graduados en Ciencia y Tecnología de Convergencia en la Universidad Nacional de Seúl hasta septiembre de 2012.
Hizo su primera entrada oficial en la política como candidato independiente en las elecciones presidenciales de 2012, sin embargo decidió retirar su candidatura para apoyar a Moon Jae-in del Partido Democrático Unido, que finalmente fue derrotado. Durante las elecciones presidenciales de 2017, Ahn se postuló como candidato, obteniendo el tercer lugar, con el 21,4% del voto popular. Posteriormente, se postuló en las elecciones de 2018 y 2021 para la alcaldía de Seúl. Fue considerado en sus inicios como un político de izquierda cuando ingresó a la política en 2012, luego como centrista en 2017, y actualmente como de centroderecha.
En 2014, Ahn se convirtió en uno de los fundadores y colíder de la Alianza de Nueva Política para la Democracia, ahora conocido como el Partido Demócrata de Corea, el cual lo abandonó poco tiempo después. En 2016, fue uno de los fundadores del centrista Partido del Pueblo y posteriormente se convirtió en su líder hasta que el partido y el partido Bareun se fusionaron para convertirse en el partido Bareunmirae en febrero de 2018. En 2020, Ahn fragmento del partido Bareunmirae y creó un nuevo partido, llamado Partido Popular.
El 1 de noviembre de 2021, Ahn anunció su candidatura en las elecciones presidenciales de 2022 y el 4 de noviembre, fue confirmado como candidato. Pero el 3 de marzo de 2022 se retiró de la campaña presidencial y apoyó al candidato Yoon Suk-yeol.

## Biografía
Nació el 26 de febrero de 1962, en la ciudad de Miryang, mientras su padre estaba en el servicio militar allí; Posteriormente se mudó con su familia a Busan, donde creció. No fue un niño académico pero tenía varios pasatiempos académicos como la lectura.
Obtuvo títulos de Doctor en Medicina (MD), Maestría en Ciencias (MS) y Doctor en Filosofía (PhD) en la Universidad Nacional de Seúl entre 1980 y 1991. Se convirtió en el jefe de profesores más joven de la facultad de medicina de la Universidad de Dankook a los 27 años de edad, marcando su primera carrera como médico. Ahn conoció a su esposa mientras estaba en la universidad.
Mientras trabajaba como estudiante de posgrado para obtener su doctorado en medicina, Ahn comenzó a interesarse por el software de computadora como pasatiempo. Ahn pronto comenzó a trabajar en su propio software antivirus después de que se enfrentó a un virus que estaba infectando de forma masiva computadoras en Corea. Ahn pronto se infectó con el mismo virus en su computadora y realizó ingeniería inversa del virus en un intento de borrarlo de su unidad de disco, lo cual tuvo éxito. El programa que escribió para ayudar a deshacerse del virus finalmente se llamó Vaccine que Ahn distribuyó de forma gratuita, en todo el país.

## Carrera profesional

### AhnLab, Inc
Después de terminar el servicio militar como oficial médico en la marina de Corea del Sur y dejar atrás su carrera en la profesión médica, Cheol-soo estableció su empresa AhnLab, Inc en marzo de 1995 después de ser asesorado por una compañía de software. Ahn había intentado previamente distribuir V3 a través de la marca Samsung, aunque Samsung rechazó la oferta.
Ahn, que al principio no sabía cómo administrar un negocio, luchó durante los primeros años. Mientras administraba la empresa, Ahn también intentaba obtener una maestría en ingeniería en la Universidad de Pensilvania, donde se graduó en 1997. Ahn finalmente recibió una oferta de $10 millones de la compañía de software estadounidense, McAfee y se reunió personalmente con el fundador John McAfee. McAfee estaba luchando por expandirse en Corea del Sur y quería comprar la compañía en un intento de monopolizar el mercado de software antivirus. Ahn rechazó la oferta porque, a pesar de las dificultades de AhnLab, vender la empresa daría lugar a despidos generalizados  y podría permitir que una empresa extranjera dominara el mercado coreano.
En 1999, la compañía comenzó a tener un superávit después de que el virus CIH se generalizó en Corea y la gente tuvo que comprar V3 para protegerse contra él. A finales de 1999, AhnLab, Inc se convirtió en la segunda empresa de seguridad informática más grande de Corea del Sur. Ese mismo año, ganó el premio al Científico del Año otorgado por la Asociación de Periodistas Científicos de Corea.
Posteriormente, la misma empresa se convirtió en la mayor empresa de seguridad informática de Corea del Sur, y Korea Management Association Consulting la incluyó en las listas anuales de las empresas más admiradas de Corea entre 2004 y 2008. Renunció como director ejecutivo en 2005 y se desempeñó como presidente de la junta hasta 2012.

### Vida posterior
Ahn se convirtió en director externo de POSCO en 2005 y, de 2010 a 2011, fue presidente de la empresa.
Ahn recibió una Maestría Ejecutiva en Administración de Empresas (EMBA) de la Escuela de negocios Wharton en 2008. Luego se convirtió en profesor en KAIST en 2008, y más tarde, a principios de 2011, se convirtió en Decano de la Escuela de Graduados de Ciencia y tecnología de la convergencia en la Universidad Nacional de Seúl.